# Pont Giurgeni-Vadu Oii
Le pont Giurgeni-Vadu Oii est un pont routier situé en Roumanie, il permet de franchir le Danube en reliant les régions de la Dobroudja et de la Munténie.
Construit en poutre-caisson en acier, il dispose de trois ouvertures centrales de 160 m sur le fleuve.

### Liens externes

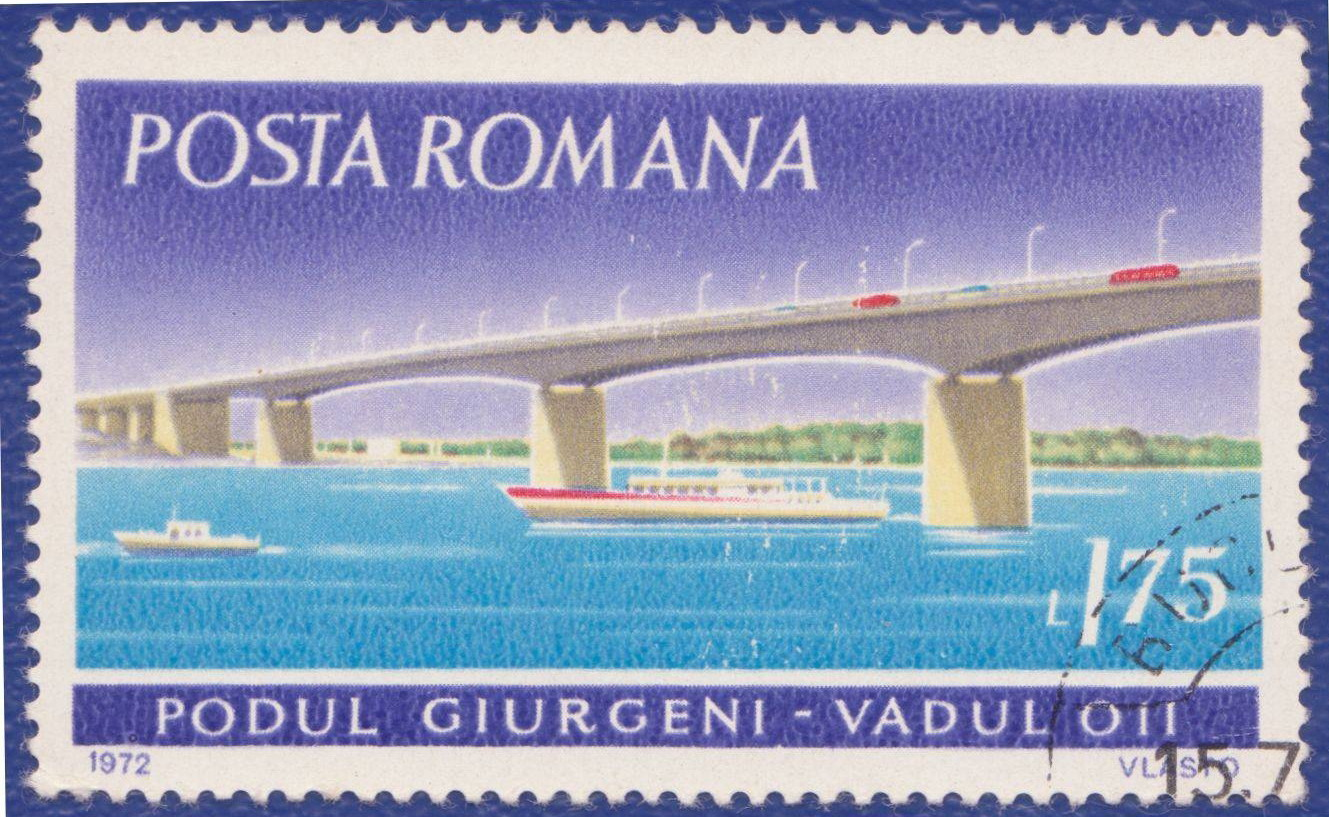
Timbre poste
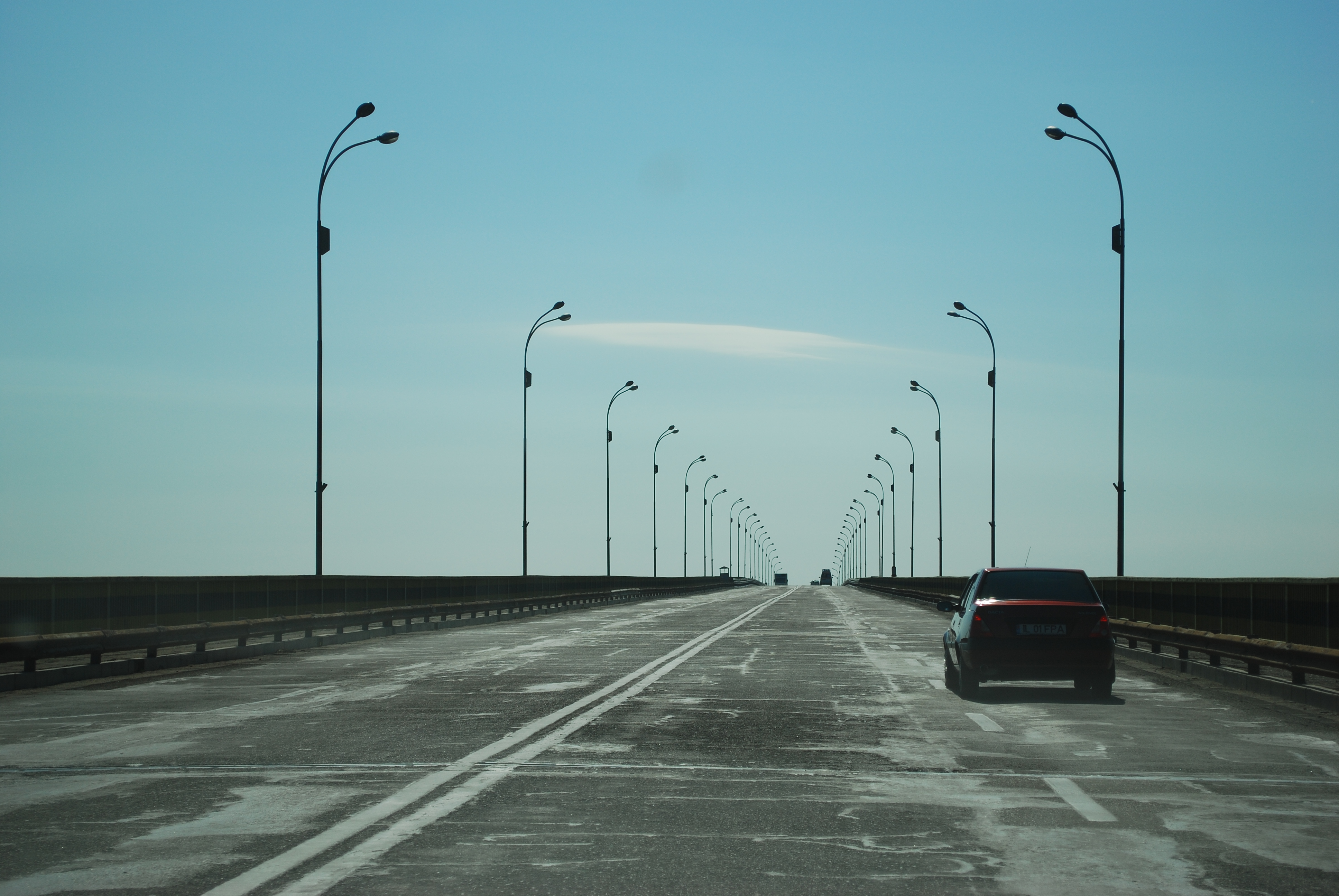
Sur le pont